# Saison 2024-2025 des Bulls de Chicago
La saison 2024-2025 des Bulls de Chicago est la 59e saison de la franchise en National Basketball Association (NBA).
Le 16 avril, les Bulls sont éliminés de la course aux playoffs après leur défaite lors du Play-in face aux Heat de Miami (90-109).

## Draft
| Tour | Choix | Joueur        | Poste | Nationalité           | Provenance                     |
| ---- | ----- | ------------- | ----- | --------------------- | ------------------------------ |
| 1    | 11    | Matas Buzelis | SF/PF | États-Unis / Lituanie | NBA G League Ignite (G League) |

## Matchs

### Summer League
| Summer League Total: 2-3 |

| Match | Date match | Équipe       | Score         | Meilleur marqueur   | Meilleur rebondeur  | Meilleur passeur   | Lieux Spectateurs      | Série |
| ----- | ---------- | ------------ | ------------- | ------------------- | ------------------- | ------------------ | ---------------------- | ----- |
| 1     | 13 juillet | Chicago      | V 96-89       | Trois joueurs (17)  | Adama Sanogo (12)   | DJ Steward (6)     | Cox Pavilion 0         | 1 - 0 |
| 2     | 14 juillet | Golden State | D 82-92       | Matas Buzelis (28)  | Adama Sanogo (8)    | DJ Steward (9)     | Thomas & Mack Center 0 | 1 - 1 |
| 3     | 16 juillet | Détroit      | D 77-85       | Matas Buzelis (18)  | Julian Phillips (7) | DJ Steward (6)     | Thomas & Mack Center 0 | 1 - 2 |
| 4     | 19 juillet | Atlanta      | V 103-99 (OT) | DJ Steward (37)     | Adama Sanogo (9)    | DJ Steward (7)     | Thomas & Mack Center 0 | 2 - 2 |
| 5     | 20 juillet | L.A. Lakers  | D 81-107      | Dereon Seabron (18) | Garrison Brooks (8) | Dereon Seabron (5) | Thomas & Mack Center 0 | 2 - 3 |

### Pré-saison
| Pré-saison Total: 3-2 (Domicile : 2-1; Extérieur : 1-1) |

| Match | Date match | Équipe      | Score          | Meilleur marqueur | Meilleur rebondeur  | Meilleur passeur  | Lieux Spectateurs            | Série |
| ----- | ---------- | ----------- | -------------- | ----------------- | ------------------- | ----------------- | ---------------------------- | ----- |
| 1     | 8 octobre  | @ Cleveland | V 116-112      | Coby White (21)   | Smith, Vučević (10) | Dalen Terry (4)   | Rocket Mortgage FieldHouse 0 | 1 - 0 |
| 2     | 12 octobre | Memphis     | D 121-124      | Zach LaVine (28)  | Julian Phillips (8) | Josh Giddey (7)   | United Center 20 465         | 1 - 1 |
| 3     | 14 octobre | @ Milwaukee | D 107-111      | Adama Sanogo (16) | Adama Sanogo (15)   | Giddey, Terry (5) | Fiserv Forum 12 725          | 1 - 2 |
| 4     | 16 octobre | Minnesota   | V 125-123      | Coby White (23)   | Nikola Vučević (12) | Josh Giddey (9)   | United Center 17 218         | 2 - 2 |
| 5     | 18 octobre | Cleveland   | V 139-137 (OT) | Ayo Dosunmu (19)  | Nikola Vučević (12) | Coby White (8)    | United Center 18 704         | 3 - 2 |

### Saison régulière
| Saison régulière Total: 39-43 (Domicile : 18-23; Extérieur : 21-20) |

| Match | Date match | Équipe                | Score     | Meilleur marqueur | Meilleur rebondeur  | Meilleur passeur    | Lieux Spectateurs           | Série |
| ----- | ---------- | --------------------- | --------- | ----------------- | ------------------- | ------------------- | --------------------------- | ----- |
| 1     | 23 octobre | @ La Nouvelle-Orléans | D 111-123 | Zach LaVine (27)  | Nikola Vučević (11) | Coby White (6)      | Smoothie King Center 18 581 | 0 - 1 |
| 2     | 25 octobre | @ Milwaukee           | V 133-122 | Coby White (35)   | Nikola Vučević (10) | Josh Giddey (9)     | Fiserv Forum 17 790         | 1 - 1 |
| 3     | 26 octobre | Oklahoma City         | D 95-114  | Zach LaVine (22)  | Nikola Vučević (13) | Ayo Dosunmu (6)     | United Center 20 923        | 1 - 2 |
| 4     | 28 octobre | @ Memphis             | V 126-123 | Zach LaVine (30)  | Josh Giddey (13)    | Josh Giddey (8)     | FedExForum 15 906           | 2 - 2 |
| 5     | 30 octobre | Orlando               | V 102-99  | Coby White (21)   | Nikola Vučević (14) | Giddey, Vučević (5) | United Center 19 015        | 3 - 2 |

| Match                                  | Date match   | Équipe        | Score     | Meilleur marqueur   | Meilleur rebondeur    | Meilleur passeur     | Lieux Spectateurs                 | Série  |
| -------------------------------------- | ------------ | ------------- | --------- | ------------------- | --------------------- | -------------------- | --------------------------------- | ------ |
| 6                                      | 1er novembre | @ Brooklyn    | D 112-120 | Nikola Vučević (28) | Nikola Vučević (11)   | Josh Giddey (8)      | Barclays Center 17 977            | 3 - 3  |
| 7                                      | 4 novembre   | Utah          | D 126-135 | Coby White (28)     | Nikola Vučević (10)   | Josh Giddey (7)      | United Center 19 621              | 3 - 4  |
| 8                                      | 6 novembre   | @ Dallas      | D 99-119  | Nikola Vučević (14) | Nikola Vučević (10)   | Josh Giddey (6)      | American Airlines Center 20 011   | 3 - 5  |
| 9                                      | 7 novembre   | Minnesota     | D 119-135 | Nikola Vučević (25) | Giddey, Smith (6)     | Josh Giddey (13)     | United Center 19 621              | 3 - 6  |
| 10                                     | 9 novembre   | @ Atlanta     | V 125-113 | Ayo Dosunmu (19)    | Nikola Vučević (12)   | Giddey, LaVine (7)   | State Farm Arena 17 826           | 4 - 6  |
| 11                                     | 11 novembre  | Cleveland     | D 113-119 | Zach LaVine (26)    | Patrick Williams (10) | Josh Giddey (7)      | United Center 20 560              | 4 - 7  |
| 12                                     | 13 novembre  | @ New York    | V 124-123 | Zach LaVine (31)    | Nikola Vučević (11)   | Zach LaVine (8)      | Madison Square Garden 19 812      | 5 - 7  |
| 13                                     | 15 novembre  | @ Cleveland*  | D 126-144 | Coby White (29)     | Nikola Vučević (8)    | LaVine, Williams (9) | Rocket Mortgage FieldHouse 19 432 | 5 - 8  |
| 14                                     | 17 novembre  | Houston       | D 107-143 | Zach LaVine (15)    | Josh Giddey (9)       | Ayo Dosunmu (6)      | United Center 20 667              | 5 - 9  |
| 15                                     | 18 novembre  | @ Détroit     | V 122-112 | Nikola Vučević (29) | Nikola Vučević (12)   | Josh Giddey (10)     | Little Caesars Arena 18 022       | 6 - 9  |
| 16                                     | 20 novembre  | @ Milwaukee   | D 106-122 | Zach LaVine (27)    | Craig, Vučević (6)    | LaVine, Vučević (6)  | Fiserv Forum 17 341               | 6 - 10 |
| 17                                     | 22 novembre  | Atlanta*      | V 136-122 | Zach LaVine (26)    | Nikola Vučević (13)   | Coby White (9)       | United Center 19 979              | 7 - 10 |
| 18                                     | 23 novembre  | Memphis       | D 131-142 | Zach LaVine (29)    | Nikola Vučević (8)    | Josh Giddey (8)      | United Center 19 449              | 7 - 11 |
| 19                                     | 26 novembre  | @ Washington* | V 127-108 | Coby White (21)     | Nikola Vučević (12)   | Josh Giddey (8)      | Capital One Arena 15 921          | 8 - 11 |
| 20                                     | 27 novembre  | @ Orlando     | D 119-133 | Ayo Dosunmu (21)    | Nikola Vučević (11)   | Zach LaVine (10)     | Kia Center 18 309                 | 8 - 12 |
| 21                                     | 29 novembre  | Boston*       | D 129-138 | Nikola Vučević (32) | Nikola Vučević (11)   | Josh Giddey (9)      | United Center 19 798              | 8 - 13 |
| *Matchs comptant pour la NBA Cup 2024. |              |               |           |                     |                       |                      |                                   |        |

| Match | Date match  | Équipe        | Score          | Meilleur marqueur    | Meilleur rebondeur  | Meilleur passeur  | Lieux Spectateurs        | Série   |
| ----- | ----------- | ------------- | -------------- | -------------------- | ------------------- | ----------------- | ------------------------ | ------- |
| 22    | 2 décembre  | Brooklyn      | V 128-102      | Nikola Vučević (21)  | Josh Giddey (13)    | Josh Giddey (11)  | United Center 19 131     | 9 - 13  |
| 23    | 5 décembre  | @ San Antonio | V 139-124      | Nikola Vučević (39)  | Ayo Dosunmu (10)    | Ayo Dosunmu (11)  | Frost Bank Center 17 720 | 10 - 13 |
| 24    | 6 décembre  | Indiana       | D 123-132      | Zach LaVine (32)     | Nikola Vučević (9)  | Coby White (9)    | United Center 19 544     | 10 - 14 |
| 25    | 8 décembre  | Philadelphie  | D 100-108      | Zach LaVine (30)     | Nikola Vučević (8)  | Josh Giddey (11)  | United Center 18 837     | 10 - 15 |
| 26    | 13 décembre | Charlotte     | V 109-95       | Ayo Dosunmu (19)     | Jalen Smith (11)    | Josh Giddey (7)   | United Center 19 543     | 11 - 15 |
| 27    | 16 décembre | @ Toronto     | V 122-121      | Nikola Vučević (24)  | Josh Giddey (9)     | Josh Giddey (8)   | Scotiabank Arena 16 324  | 12 - 15 |
| 28    | 19 décembre | @ Boston      | V 117-108      | Zach LaVine (36)     | Nikola Vučević (14) | Trois joueurs (4) | TD Garden 19 156         | 13 - 15 |
| 29    | 21 décembre | Boston        | D 98-123       | Nikola Vučević (19)  | Nikola Vučević (10) | Ayo Dosunmu (6)   | United Center 19 803     | 13 - 16 |
| 30    | 23 décembre | Milwaukee     | D 91-112       | Nikola Vučević (17)  | Nikola Vučević (12) | Ayo Dosunmu (11)  | United Center 21 234     | 13 - 17 |
| 31    | 26 décembre | @ Atlanta     | D 133-141      | Zach LaVine (37)     | Nikola Vučević (8)  | Coby White (9)    | State Farm Arena 17 760  | 13 - 18 |
| 32    | 28 décembre | Milwaukee     | V 116-111      | Giddey, Vučević (23) | Josh Giddey (15)    | Josh Giddey (10)  | United Center 21 511     | 14 - 18 |
| 33    | 30 décembre | @ Charlotte   | V 115-108 (OT) | Coby White (23)      | Nikola Vučević (13) | Coby White (9)    | Spectrum Center 19 197   | 15 - 18 |

| Match | Date match  | Équipe              | Score     | Meilleur marqueur    | Meilleur rebondeur   | Meilleur passeur   | Lieux Spectateurs            | Série   |
| ----- | ----------- | ------------------- | --------- | -------------------- | -------------------- | ------------------ | ---------------------------- | ------- |
| 34    | 1er janvier | @ Washington        | D 107-125 | Zach LaVine (32)     | Nikola Vučević (14)  | Vučević, White (6) | Capital One Arena 16 298     | 15 - 19 |
| 35    | 4 janvier   | New York            | V 139-126 | LaVine, White (33)   | Nikola Vučević (12)  | Josh Giddey (8)    | United Center 22 491         | 16 - 19 |
| 36    | 6 janvier   | San Antonio         | V 114-110 | Zach LaVine (35)     | Nikola Vučević (11)  | Zach LaVine (8)    | United Center 18 886         | 17 - 19 |
| 37    | 8 janvier   | @ Indiana           | D 113-129 | Zach LaVine (31)     | Smith, Vučević (7)   | Giddey, White (5)  | Gainbridge Fieldhouse 16 758 | 17 - 20 |
| 38    | 10 janvier  | Washington          | V 138-105 | Zach LaVine (33)     | Giddey, Vučević (13) | Josh Giddey (7)    | United Center 21 391         | 18 - 20 |
| 39    | 12 janvier  | Sacramento          | D 119-124 | Zach LaVine (36)     | Josh Giddey (11)     | Josh Giddey (7)    | United Center 18 233         | 18 - 21 |
| 40    | 14 janvier  | La Nouvelle-Orléans | D 113-119 | Zach LaVine (25)     | Nikola Vučević (15)  | Josh Giddey (12)   | United Center 17 210         | 18 - 22 |
| 41    | 15 janvier  | Atlanta             | D 94-110  | Coby White (16)      | Nikola Vučević (16)  | Zach LaVine (7)    | United Center 17 692         | 18 - 23 |
| 42    | 17 janvier  | Charlotte           | D 123-125 | Nikola Vučević (40)  | Nikola Vučević (13)  | LaVine, White (8)  | United Center 20 598         | 18 - 24 |
| 43    | 19 janvier  | @ Portland          | D 102-113 | Zach LaVine (27)     | Nikola Vučević (11)  | Nikola Vučević (7) | Moda Center 16 976           | 18 - 25 |
| 44    | 20 janvier  | @ L.A. Clippers     | V 112-99  | Zach LaVine (35)     | Josh Giddey (10)     | Josh Giddey (9)    | Intuit Dome 15 293           | 19 - 25 |
| 45    | 23 janvier  | @ Golden State      | D 106-131 | Zach LaVine (24)     | Josh Giddey (11)     | Trois joueurs (4)  | Chase Center 18 064          | 19 - 26 |
| 46    | 25 janvier  | Philadelphie        | D 97-109  | Zach LaVine (25)     | Nikola Vučević (12)  | Josh Giddey (7)    | United Center 20 153         | 19 - 27 |
| 47    | 27 janvier  | Denver              | V 129-121 | Zach LaVine (21)     | Nikola Vučević (10)  | Josh Giddey (10)   | United Center 19 661         | 20 - 27 |
| 48    | 29 janvier  | @ Boston            | D 100-122 | White, Williams (16) | Smith, Vučević (11)  | Josh Giddey (6)    | TD Garden 19 156             | 20 - 28 |
| 49    | 31 janvier  | @ Toronto           | V 122-106 | Coby White (25)      | Nikola Vučević (12)  | Ayo Dosunmu (8)    | Scotiabank Arena 19 365      | 21 - 28 |

| Match                  | Date match | Équipe         | Score          | Meilleur marqueur    | Meilleur rebondeur  | Meilleur passeur    | Lieux Spectateurs            | Série   |
| ---------------------- | ---------- | -------------- | -------------- | -------------------- | ------------------- | ------------------- | ---------------------------- | ------- |
| 50                     | 2 février  | @ Détroit      | D 119-127      | Coby White (22)      | Nikola Vučević (11) | Nikola Vučević (10) | Little Caesars Arena 20 062  | 21 - 29 |
| 51                     | 4 février  | Miami          | V 133-124      | Buzelis, Giddey (24) | Nikola Vučević (11) | Ayo Dosunmu (9)     | United Center 19 389         | 22 - 29 |
| 52                     | 5 février  | @ Minnesota    | D 108-127      | Coby White (20)      | Nikola Vučević (11) | Jevon Carter (6)    | Target Center 18 978         | 22 - 30 |
| 53                     | 8 février  | Golden State   | D 111-132      | Coby White (27)      | Josh Giddey (6)     | Matas Buzelis (5)   | United Center 21 297         | 22 - 31 |
| 54                     | 11 février | Détroit        | D 92-132       | Matas Buzelis (12)   | Nikola Vučević (7)  | Trois joueurs (4)   | United Center 18 321         | 22 - 32 |
| 55                     | 12 février | Détroit        | D 110-128      | Ayo Dosunmu (23)     | Nikola Vučević (14) | Ayo Dosunmu (6)     | United Center 18 916         | 22 - 33 |
| NBA All-Star Game 2025 |            |                |                |                      |                     |                     |                              |         |
| 56                     | 20 février | @ New York     | D 111-113 (OT) | Josh Giddey (27)     | Josh Giddey (16)    | Coby White (6)      | Madison Square Garden 19 812 | 22 - 34 |
| 57                     | 22 février | Phoenix        | D 117-121      | Josh Giddey (24)     | Nikola Vučević (11) | Josh Giddey (10)    | United Center 21 116         | 22 - 35 |
| 58                     | 24 février | @ Philadelphie | V 142-110      | Josh Giddey (25)     | Josh Giddey (16)    | Giddey, White (6)   | Wells Fargo Center 19 765    | 23 - 35 |
| 59                     | 26 février | L.A. Clippers  | D 117-122      | Collins, Giddey (21) | Zach Collins (17)   | Josh Giddey (12)    | United Center 20 356         | 23 - 36 |
| 60                     | 28 février | Toronto        | V 125-115 (OT) | Coby White (24)      | Zach Collins (13)   | Josh Giddey (12)    | United Center 20 938         | 24 - 36 |

| Match | Date match | Équipe          | Score     | Meilleur marqueur            | Meilleur rebondeur   | Meilleur passeur     | Lieux Spectateurs            | Série   |
| ----- | ---------- | --------------- | --------- | ---------------------------- | -------------------- | -------------------- | ---------------------------- | ------- |
| 61    | 2 mars     | @ Indiana       | D 112-127 | Coby White (26)              | Josh Giddey (9)      | Josh Giddey (7)      | Gainbridge Fieldhouse 17 028 | 24 - 37 |
| 62    | 4 mars     | Cleveland       | D 117-139 | Coby White (25)              | Zach Collins (12)    | Jones, White (7)     | United Center 20 943         | 24 - 38 |
| 63    | 6 mars     | @ Orlando       | V 125-123 | Coby White (44)              | Josh Giddey (13)     | Josh Giddey (9)      | Kia Center 17 717            | 25 - 38 |
| 64    | 8 mars     | @ Miami         | V 114-109 | Josh Giddey (26)             | Zach Collins (15)    | Josh Giddey (12)     | Kaseya Center 19 700         | 26 - 38 |
| 65    | 10 mars    | Indiana         | V 121-103 | Giddey, White (29)           | Nikola Vučević (11)  | Tre Jones (8)        | United Center 20 697         | 27 - 38 |
| 66    | 13 mars    | Brooklyn        | V 116-110 | Coby White (31)              | Collins, Huerter (9) | Tre Jones (6)        | United Center 21 647         | 28 - 38 |
| 67    | 15 mars    | @ Houston       | D 114-117 | Coby White (23)              | Vučević, White (7)   | Tre Jones (6)        | Toyota Center 18 055         | 28 - 39 |
| 68    | 17 mars    | @ Utah          | V 111-97  | Coby White (26)              | Nikola Vučević (10)  | Tre Jones (12)       | Delta Center 18 175          | 29 - 39 |
| 69    | 19 mars    | @ Phoenix       | D 121-127 | Vučević, White (24)          | Collins, Giddey (7)  | Tre Jones (9)        | Footprint Center 17 071      | 29 - 40 |
| 70    | 20 mars    | @ Sacramento    | V 128-116 | Coby White (35)              | Nikola Vučević (14)  | Nikola Vučević (8)   | Golden 1 Center 16 960       | 30 - 40 |
| 71    | 22 mars    | @ L.A. Lakers   | V 146-115 | Coby White (36)              | Nikola Vučević (12)  | Josh Giddey (17)     | Crypto.com Arena 18 997      | 31 - 40 |
| 72    | 24 mars    | @ Denver        | V 129-119 | Coby White (37)              | Jalen Smith (9)      | Josh Giddey (9)      | Ball Arena 19 816            | 32 - 40 |
| 73    | 27 mars    | L.A. Lakers     | V 119-117 | Coby White (26)              | Josh Giddey (14)     | Josh Giddey (11)     | United Center 21 957         | 33 - 40 |
| 74    | 29 mars    | Dallas          | D 119-120 | Matas Buzelis (28)           | Coby White (11)      | Buzelis, Huerter (6) | United Center 21 045         | 33 - 41 |
| 75    | 31 mars    | @ Oklahoma City | D 117-145 | Horton-Tucker, Williams (16) | Giddey, Vučević (8)  | Josh Giddey (10)     | Paycom Center 18 203         | 33 - 42 |

| Match | Date match | Équipe         | Score     | Meilleur marqueur     | Meilleur rebondeur  | Meilleur passeur        | Lieux Spectateurs         | Série   |
| ----- | ---------- | -------------- | --------- | --------------------- | ------------------- | ----------------------- | ------------------------- | ------- |
| 76    | 1er avril  | Toronto        | V 137-118 | Coby White (28)       | Zach Collins (12)   | Josh Giddey (12)        | United Center 20 005      | 34 - 42 |
| 77    | 4 avril    | Portland       | V 118-113 | Vučević, White (31)   | Josh Giddey (19)    | Josh Giddey (12)        | United Center 21 572      | 35 - 42 |
| 78    | 6 avril    | @ Charlotte    | V 131-117 | Coby White (37)       | Nikola Vučević (11) | Josh Giddey (8)         | Spectrum Center 18 499    | 36 - 42 |
| 79    | 8 avril    | @ Cleveland    | D 113-135 | Patrick Williams (21) | Zach Collins (13)   | Buzelis, Williams (5)   | Rocket Arena 19 432       | 36 - 43 |
| 80    | 9 avril    | Miami          | V 119-111 | Josh Giddey (28)      | Josh Giddey (16)    | Josh Giddey (11)        | United Center 20 509      | 37 - 43 |
| 81    | 11 avril   | Washington     | V 119-89  | Julian Phillips (23)  | Nikola Vučević (12) | Nikola Vučević (8)      | United Center 21 400      | 38 - 43 |
| 82    | 13 avril   | @ Philadelphie | V 122-102 | Kevin Huerter (18)    | Jalen Smith (10)    | Talen Horton-Tucker (6) | Wells Fargo Center 20 059 | 39 - 43 |

### Play-in tournament
| Play-in Total: 0-1 (Domicile : 0-1; Extérieur : 0-0) |

| Match | Date match | Équipe | Score    | Meilleur marqueur | Meilleur rebondeur  | Meilleur passeur | Lieux Spectateurs    | Série |
| ----- | ---------- | ------ | -------- | ----------------- | ------------------- | ---------------- | -------------------- | ----- |
| 1     | 15 avril   | Miami  | D 90-109 | Josh Giddey (25)  | Nikola Vučević (12) | Coby White (5)   | United Center 21 380 | 0 - 1 |

### Confrontations en saison régulière
| Conférence Est      | Conférence Est                              | Conférence Est                              | Conférence Est                              | Conférence Est                              | Conférence Ouest                            | Conférence Ouest                            | Conférence Ouest                            |
| Division Atlantique | Division Atlantique                         | Division Atlantique                         | Division Atlantique                         | Division Atlantique                         | Division Nord-Ouest                         | Division Nord-Ouest                         | Division Nord-Ouest                         |
| Équipe              | Domicile                                    | Domicile                                    | Extérieur                                   | Extérieur                                   | Équipe                                      | Domicile                                    | Extérieur                                   |
| ------------------- | ------------------------------------------- | ------------------------------------------- | ------------------------------------------- | ------------------------------------------- | ------------------------------------------- | ------------------------------------------- | ------------------------------------------- |
| Boston              | 129-138                                     | 98-123                                      | 117-108                                     | 100-122                                     | Denver                                      | 129-121                                     | 129-119                                     |
| Brooklyn            | 128-102                                     | 116-110                                     | 112-120                                     |                                             | Minnesota                                   | 119-135                                     | 108-127                                     |
| New York            | 139-126                                     |                                             | 124-123                                     | 111-113 (OT)                                | Oklahoma City                               | 95-114                                      | 117-145                                     |
| Philadelphie        | 100-108                                     | 97-109                                      | 142-110                                     | 122-102                                     | Portland                                    | 118-113                                     | 102-113                                     |
| Toronto             | 125-115 (OT)                                | 137-118                                     | 122-121                                     | 122-106                                     | Utah                                        | 126-135                                     | 111-97                                      |
| Division            | 11–7 (Domicile : 5–4; Extérieur : 6–3)      | 11–7 (Domicile : 5–4; Extérieur : 6–3)      | 11–7 (Domicile : 5–4; Extérieur : 6–3)      | 11–7 (Domicile : 5–4; Extérieur : 6–3)      | Division                                    | 4–6 (Domicile : 2–3; Extérieur : 2–3)       | 4–6 (Domicile : 2–3; Extérieur : 2–3)       |
| Division Centrale   | Division Centrale                           | Division Centrale                           | Division Centrale                           | Division Centrale                           | Division Pacifique                          | Division Pacifique                          | Division Pacifique                          |
| Équipe              | Domicile                                    | Domicile                                    | Extérieur                                   | Extérieur                                   | Équipe                                      | Domicile                                    | Extérieur                                   |
|                     |                                             |                                             |                                             |                                             | Golden State                                | 111-132                                     | 106-131                                     |
| Cleveland           | 113-119                                     | 117-139                                     | 126-144                                     | 113-135                                     | L.A. Clippers                               | 117-122                                     | 112-99                                      |
| Détroit             | 92-132                                      | 110-128                                     | 122-112                                     | 119-127                                     | L.A. Lakers                                 | 119-117                                     | 146-115                                     |
| Indiana             | 123-132                                     | 121-103                                     | 113-129                                     | 112-127                                     | Phoenix                                     | 117-121                                     | 121-127                                     |
| Milwaukee           | 91-112                                      | 116-111                                     | 133-122                                     | 106-122                                     | Sacramento                                  | 119-124                                     | 128-116                                     |
| Division            | 4–12 (Domicile : 2–6; Extérieur : 2–6)      | 4–12 (Domicile : 2–6; Extérieur : 2–6)      | 4–12 (Domicile : 2–6; Extérieur : 2–6)      | 4–12 (Domicile : 2–6; Extérieur : 2–6)      | Division                                    | 4–6 (Domicile : 1–4; Extérieur : 3–2)       | 4–6 (Domicile : 1–4; Extérieur : 3–2)       |
| Division Sud-Est    | Division Sud-Est                            | Division Sud-Est                            | Division Sud-Est                            | Division Sud-Est                            | Division Sud-Ouest                          | Division Sud-Ouest                          | Division Sud-Ouest                          |
| Équipe              | Domicile                                    | Domicile                                    | Extérieur                                   | Extérieur                                   | Équipe                                      | Domicile                                    | Extérieur                                   |
| Atlanta             | 136-122                                     | 94-110                                      | 125-113                                     | 133-141                                     | Dallas                                      | 119-120                                     | 99-119                                      |
| Charlotte           | 109-95                                      | 123-125                                     | 115-108 (OT)                                | 131-117                                     | Houston                                     | 107-143                                     | 114-117                                     |
| Miami               | 133-124                                     | 119-111                                     | 114-109                                     |                                             | Memphis                                     | 131-142                                     | 126-123                                     |
| Orlando             | 102-99                                      |                                             | 119-133                                     | 125-123                                     | New Orleans                                 | 113-119                                     | 111-123                                     |
| Washington          | 138-105                                     | 119-89                                      | 127-108                                     | 107-125                                     | San Antonio                                 | 114-110                                     | 139-124                                     |
| Division            | 13–5 (Domicile : 7-2; Extérieur : 6–3)      | 13–5 (Domicile : 7-2; Extérieur : 6–3)      | 13–5 (Domicile : 7-2; Extérieur : 6–3)      | 13–5 (Domicile : 7-2; Extérieur : 6–3)      | Division                                    | 3–7 (Domicile : 1–4; Extérieur : 2–3)       | 3–7 (Domicile : 1–4; Extérieur : 2–3)       |
| Conférence          | 28–24 (Domicile : 14–12; Extérieur : 14–12) | 28–24 (Domicile : 14–12; Extérieur : 14–12) | 28–24 (Domicile : 14–12; Extérieur : 14–12) | 28–24 (Domicile : 14–12; Extérieur : 14–12) | Conférence                                  | 11–19 (Domicile : 4–11; Extérieur : 7–8)    | 11–19 (Domicile : 4–11; Extérieur : 7–8)    |
| Total               | 39–43 (Domicile : 18–23; Extérieur : 21–20) | 39–43 (Domicile : 18–23; Extérieur : 21–20) | 39–43 (Domicile : 18–23; Extérieur : 21–20) | 39–43 (Domicile : 18–23; Extérieur : 21–20) | 39–43 (Domicile : 18–23; Extérieur : 21–20) | 39–43 (Domicile : 18–23; Extérieur : 21–20) | 39–43 (Domicile : 18–23; Extérieur : 21–20) |

## Classements

### Saison régulière
| Conférence Est | Conférence Est             | Conférence Est | Conférence Est | Conférence Est | Conférence Est | Conférence Est | Conférence Est |
| No             | Franchise                  | Vic.           | Déf.           | MJ             | V/D            | GB             |                |
| -------------- | -------------------------- | -------------- | -------------- | -------------- | -------------- | -------------- | -------------- |
| 1              | Cavaliers de Cleveland - c | 64             | 18             | 82             | .780           | –              |                |
| 2              | Celtics de Boston - y      | 61             | 21             | 82             | .744           | 3              |                |
| 3              | Knicks de New York - x     | 51             | 31             | 82             | .622           | 13             |                |
| 4              | Pacers de l'Indiana - x    | 50             | 32             | 82             | .610           | 14             |                |
| 5              | Bucks de Milwaukee - x     | 48             | 34             | 82             | .585           | 16             |                |
| 6              | Pistons de Détroit - x     | 44             | 38             | 82             | .537           | 20             |                |
|                |                            |                |                |                |                |                |                |
| 7              | Magic d'Orlando - y        | 41             | 41             | 82             | .500           | 23             |                |
| 8              | Hawks d'Atlanta - pi       | 40             | 42             | 82             | .488           | 24             |                |
| 9              | Bulls de Chicago - pi      | 39             | 43             | 82             | .476           | 25             |                |
| 10             | Heat de Miami - x          | 37             | 45             | 82             | .451           | 27             |                |
|                |                            |                |                |                |                |                |                |
| 11             | Raptors de Toronto - o     | 30             | 52             | 82             | .366           | 34             |                |
| 12             | Nets de Brooklyn - o       | 26             | 56             | 82             | .317           | 38             |                |
| 13             | 76ers de Philadelphie - o  | 24             | 58             | 82             | .293           | 40             |                |
| 14             | Hornets de Charlotte - o   | 19             | 63             | 82             | .232           | 45             |                |
| 15             | Wizards de Washington - o  | 18             | 64             | 82             | .220           | 46             |                |

| Division Centrale          | V  | D  | MJ | V/D  | GB | Dom   | Ext   | Neu | Div  |
| -------------------------- | -- | -- | -- | ---- | -- | ----- | ----- | --- | ---- |
| Cavaliers de Cleveland - c | 64 | 18 | 82 | .780 | –  | 34-7  | 30-11 | 0-0 | 12-4 |
| Pacers de l'Indiana - x    | 50 | 32 | 82 | .610 | 14 | 29-11 | 20-20 | 1-1 | 10-6 |
| Bucks de Milwaukee - x     | 48 | 34 | 82 | .585 | 16 | 27-14 | 20-20 | 1-0 | 9-7  |
| Pistons de Détroit - x     | 44 | 38 | 82 | .537 | 20 | 22-19 | 22-19 | 0-0 | 5-11 |
| Bulls de Chicago - pi      | 39 | 43 | 82 | .476 | 25 | 18-23 | 21-20 | 0-0 | 4-12 |

### NBA In-Season Tournament
| Rang | Équipe                 | %    | J | G | P | Pp  | Pc  | Diff |
| ---- | ---------------------- | ---- | - | - | - | --- | --- | ---- |
| 1    | Hawks d'Atlanta        | .750 | 4 | 3 | 1 | 485 | 470 | 15   |
| 2    | Celtics de Boston      | .750 | 4 | 3 | 1 | 482 | 459 | 23   |
| 3    | Cavaliers de Cleveland | .500 | 4 | 2 | 2 | 480 | 450 | 30   |
| 4    | Bulls de Chicago       | .500 | 4 | 2 | 2 | 518 | 512 | 6    |
| 5    | Wizards de Washington  | .000 | 4 | 0 | 4 | 408 | 482 | -74  |

|  | Quarts de finale                     | Quarts de finale                 | Quarts de finale                 | Quarts de finale                 |                         |                         | Demi-finales                     | Demi-finales                     | Demi-finales                     | Demi-finales                     |  |  | Finale                           | Finale                           | Finale                           | Finale                           |
|  |                                      |                                  |                                  |                                  |                         |                         |                                  |                                  |                                  |                                  |  |  |                                  |                                  |                                  |                                  |
|  | 10 décembre 2024 – Milwaukee, WI     | 10 décembre 2024 – Milwaukee, WI | 10 décembre 2024 – Milwaukee, WI | 10 décembre 2024 – Milwaukee, WI |                         |                         | 14 décembre 2024 – Las Vegas, NV | 14 décembre 2024 – Las Vegas, NV | 14 décembre 2024 – Las Vegas, NV | 14 décembre 2024 – Las Vegas, NV |  |  | 17 décembre 2024 – Las Vegas, NV | 17 décembre 2024 – Las Vegas, NV | 17 décembre 2024 – Las Vegas, NV | 17 décembre 2024 – Las Vegas, NV |
|  | 10 décembre 2024 – Milwaukee, WI     | 10 décembre 2024 – Milwaukee, WI | 10 décembre 2024 – Milwaukee, WI | 10 décembre 2024 – Milwaukee, WI |                         |                         | 14 décembre 2024 – Las Vegas, NV | 14 décembre 2024 – Las Vegas, NV | 14 décembre 2024 – Las Vegas, NV | 14 décembre 2024 – Las Vegas, NV |  |  | 17 décembre 2024 – Las Vegas, NV | 17 décembre 2024 – Las Vegas, NV | 17 décembre 2024 – Las Vegas, NV | 17 décembre 2024 – Las Vegas, NV |
|  | Bucks de Milwaukee                   | Bucks de Milwaukee               | 114                              | 114                              |                         |                         | 14 décembre 2024 – Las Vegas, NV | 14 décembre 2024 – Las Vegas, NV | 14 décembre 2024 – Las Vegas, NV | 14 décembre 2024 – Las Vegas, NV |  |  | 17 décembre 2024 – Las Vegas, NV | 17 décembre 2024 – Las Vegas, NV | 17 décembre 2024 – Las Vegas, NV | 17 décembre 2024 – Las Vegas, NV |
|  | Bucks de Milwaukee                   | Bucks de Milwaukee               | 114                              | 114                              |                         |                         | 14 décembre 2024 – Las Vegas, NV | 14 décembre 2024 – Las Vegas, NV | 14 décembre 2024 – Las Vegas, NV | 14 décembre 2024 – Las Vegas, NV |  |  | 17 décembre 2024 – Las Vegas, NV | 17 décembre 2024 – Las Vegas, NV | 17 décembre 2024 – Las Vegas, NV | 17 décembre 2024 – Las Vegas, NV |
|  | Magic d'Orlando                      | Magic d'Orlando                  | 109                              | 109                              |                         |                         | 14 décembre 2024 – Las Vegas, NV | 14 décembre 2024 – Las Vegas, NV | 14 décembre 2024 – Las Vegas, NV | 14 décembre 2024 – Las Vegas, NV |  |  | 17 décembre 2024 – Las Vegas, NV | 17 décembre 2024 – Las Vegas, NV | 17 décembre 2024 – Las Vegas, NV | 17 décembre 2024 – Las Vegas, NV |
|  | Magic d'Orlando                      | Magic d'Orlando                  | 109                              | 109                              | Bucks de Milwaukee      | Bucks de Milwaukee      | 110                              | 110                              |                                  |                                  |  |  | 17 décembre 2024 – Las Vegas, NV | 17 décembre 2024 – Las Vegas, NV | 17 décembre 2024 – Las Vegas, NV | 17 décembre 2024 – Las Vegas, NV |
|  | 11 décembre 2024 – New York, NY      |                                  |                                  |                                  | Bucks de Milwaukee      | Bucks de Milwaukee      | 110                              | 110                              |                                  |                                  |  |  | 17 décembre 2024 – Las Vegas, NV | 17 décembre 2024 – Las Vegas, NV | 17 décembre 2024 – Las Vegas, NV | 17 décembre 2024 – Las Vegas, NV |
|  |                                      |                                  | Hawks d'Atlanta                  | Hawks d'Atlanta                  | 102                     | 102                     |                                  |                                  |                                  |                                  |  |  | 17 décembre 2024 – Las Vegas, NV | 17 décembre 2024 – Las Vegas, NV | 17 décembre 2024 – Las Vegas, NV | 17 décembre 2024 – Las Vegas, NV |
|  | Knicks de New York                   | Knicks de New York               | Hawks d'Atlanta                  | Hawks d'Atlanta                  | 102                     | 102                     | 100                              | 100                              |                                  |                                  |  |  | 17 décembre 2024 – Las Vegas, NV | 17 décembre 2024 – Las Vegas, NV | 17 décembre 2024 – Las Vegas, NV | 17 décembre 2024 – Las Vegas, NV |
|  | Knicks de New York                   | Knicks de New York               | 14 décembre 2024 – Las Vegas, NV |                                  |                         |                         | 100                              | 100                              |                                  |                                  |  |  | 17 décembre 2024 – Las Vegas, NV | 17 décembre 2024 – Las Vegas, NV | 17 décembre 2024 – Las Vegas, NV | 17 décembre 2024 – Las Vegas, NV |
|  | Hawks d'Atlanta                      | Hawks d'Atlanta                  | 108                              | 108                              |                         |                         |                                  |                                  |                                  |                                  |  |  | 17 décembre 2024 – Las Vegas, NV | 17 décembre 2024 – Las Vegas, NV | 17 décembre 2024 – Las Vegas, NV | 17 décembre 2024 – Las Vegas, NV |
|  | Hawks d'Atlanta                      | Hawks d'Atlanta                  | 108                              | 108                              | Bucks de Milwaukee      | Bucks de Milwaukee      | 97                               | 97                               |                                  |                                  |  |  |                                  |                                  |                                  |                                  |
|  | 10 décembre 2024 – Oklahoma City, OK |                                  |                                  |                                  | Bucks de Milwaukee      | Bucks de Milwaukee      | 97                               | 97                               |                                  |                                  |  |  |                                  |                                  |                                  |                                  |
|  |                                      |                                  | Thunder d'Oklahoma City          | Thunder d'Oklahoma City          | 81                      | 81                      |                                  |                                  |                                  |                                  |  |  |                                  |                                  |                                  |                                  |
|  | Thunder d'Oklahoma City              | Thunder d'Oklahoma City          | Thunder d'Oklahoma City          | Thunder d'Oklahoma City          | 81                      | 81                      | 118                              | 118                              |                                  |                                  |  |  |                                  |                                  |                                  |                                  |
|  | Thunder d'Oklahoma City              | Thunder d'Oklahoma City          |                                  |                                  |                         |                         |                                  |                                  |                                  |                                  |  |  |                                  |                                  |                                  |                                  |
|  | Mavericks de Dallas                  | Mavericks de Dallas              | 104                              | 104                              |                         |                         |                                  |                                  |                                  |                                  |  |  |                                  |                                  |                                  |                                  |
|  | Mavericks de Dallas                  | Mavericks de Dallas              | 104                              | 104                              | Thunder d'Oklahoma City | Thunder d'Oklahoma City | 111                              | 111                              |                                  |                                  |  |  |                                  |                                  |                                  |                                  |
|  | 11 décembre 2024 – Houston, TX       |                                  |                                  |                                  | Thunder d'Oklahoma City | Thunder d'Oklahoma City | 111                              | 111                              |                                  |                                  |  |  |                                  |                                  |                                  |                                  |
|  |                                      |                                  | Rockets de Houston               | Rockets de Houston               | 96                      | 96                      |                                  |                                  |                                  |                                  |  |  |                                  |                                  |                                  |                                  |
|  | Rockets de Houston                   | Rockets de Houston               | Rockets de Houston               | Rockets de Houston               | 96                      | 96                      | 91                               | 91                               |                                  |                                  |  |  |                                  |                                  |                                  |                                  |
|  | Rockets de Houston                   | Rockets de Houston               |                                  |                                  |                         |                         |                                  | 91                               |                                  |                                  |  |  |                                  |                                  |                                  |                                  |
|  | Warriors de Golden State             | Warriors de Golden State         | 90                               | 90                               |                         |                         |                                  |                                  |                                  |                                  |  |  |                                  |                                  |                                  |                                  |
|  | Warriors de Golden State             | Warriors de Golden State         | 90                               | 90                               |                         |                         |                                  |                                  |                                  |                                  |  |  |                                  |                                  |                                  |                                  |
|  |                                      |                                  |                                  |                                  |                         |                         |                                  |                                  |                                  |                                  |  |  |                                  |                                  |                                  |                                  |